# Glossogobius celebius
Glossogobius celebius es una especie de peces de la familia de los Gobiidae en el orden de los Perciformes.

## Morfología
Los machos pueden llegar a alcanzar los 14 cm de longitud total.

## Distribución geográfica
Se encuentran en las Islas Ryukyu (Japón), Taiwán, las Filipinas, Indonesia, las Islas Salomón, Nueva Guinea, el norte de Australia, República de Palau,  Fiyi y Nueva Caledonia.

## Observaciones
Es inofensivo para los humanos.